# AECA 767-103便離陸失敗事故
AECA 767-103便離陸失敗事故は、1984年9月18日にエクアドルで発生した航空事故である。マイアミ国際空港からホセ・ホアキン・デ・オルメード国際空港へ向かっていたAECA 767-103便（ダグラス DC-8-55F）が経由地のマリスカル・スクレ国際空港からの離陸時に墜落し、乗員4人全員と地上の49人の合計53人が死亡した。死者数については一部報道で食い違いがあり、60人や75人としている物もある。

## 事故機
事故機のダグラス DC-8-55F（HC-BKN）は、1965年に製造番号45754/224として製造された。総飛行時間は60,070時間で、17,003サイクルを経験していた。

## 事故の経緯
767-103便はマイアミ国際空港からマリスカル・スクレ国際空港を経由してホセ・ホアキン・デ・オルメード国際空港へ向かう国際貨物便だった。ECT6時52分、767-103便はマリスカル・スクレ国際空港に着陸した。出発予定時刻である9時頃、エクアドルのパイロット組合（Ecuadorian Federation of Aircrews、FEDTA）のメンバーがストライキについての話をパイロットと始めた。同社のパイロット達は前日からストライキを宣言していた。事故機のパイロット達はストライキに応じず、飛行継続を決定した。出発予定時刻の約2時間半後、第4エンジンが始動された。次にパイロットはトーイングトラクターで機体を滑走路まで牽引するよう職員に指示した。これは離陸を少しでも早めるためだと推測されており、残り3機のエンジンは滑走路へ牽引される最中に始動された。離陸前チェックリストは適切に行われなかった。これにより昇降舵が正しい設定になっていないことにパイロットは気付かなかった。この時、昇降舵は0.5度の機首上げ位置に設定されていたが、離陸時には8度の機首上げ設定が必要だった。767-103便は滑走路35からの離陸滑走を開始したが、3,120mの長さがある滑走路内で浮揚することができず、オーバーランした。滑走路端から48m地点で機体は約80フィート (24 m)ほど上昇したが、昇降舵がILSアンテナに衝突した。そのまま機体は滑走路から460m地点の住宅街に墜落し、25戸の建物が破壊された。事故により乗員4人全員と地上の49人が死亡し、75人が負傷した。負傷者のうち50人が病院に搬送され、数人は重傷だった。一部の報道では死者60人、行方不明者20人と報告されている。

## 事故調査
事故の翌日、レオン・フェブレス・コルデロ大統領は事故現場を訪れた。大統領は3日間追悼を捧げるよう国民に述べ、徹底的な事故調査を行うよう命じた。当初、当局はエンジン1基が故障したために墜落したという発表を行った。
調査から、パイロットが昇降舵の設定を誤ったことが事故原因と推定された。また、パイロットがストライキに巻き込まれ、フライトが遅れたため焦り、離陸準備に集中出来ていなかったことや、機体重量や重心について適切な報告を受けていないにもかかわらず、管制官が離陸許可を与えたことが事故の要因として挙げられた。事故後、8つの安全勧告が出された。